# Batticaloa (district)

Localisation du district de Batticaloa.

Le district de Batticaloa (tamoul : மட்டக்களப்பு மாவட்டம் Maṭṭakkaḷappu, singhalais : මඩකලපුව දිස්ත්‍රික්කය Maḍakalapuva) est un des vingt-cinq districts du Sri Lanka. Avec Trincomalee et Ampara, c'est l'un des districts de la province de l'Est. Il mesure 2 854 km2, dont 2 610 km2 de terres, et sa capitale est Batticaloa.

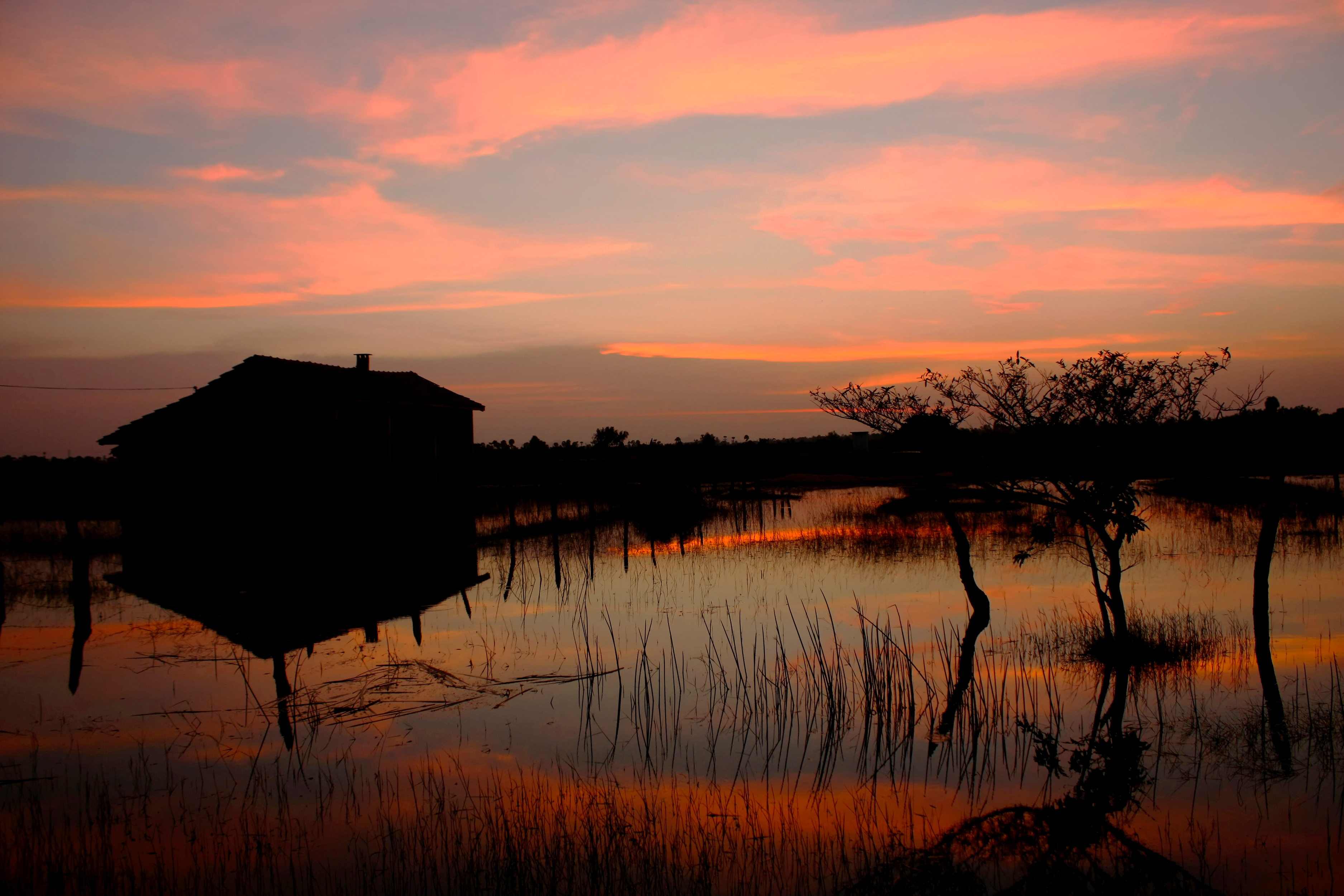
Coucher de soleil à Kumbrumoolai